# Усуи, Хироюки
Хироюки Усуи (яп. 碓井 博行; род. 4 августа 1953, Фудзиэда, Сидзуока) — японский футболист и тренер. Выступал за сборную Японии. Его сын Kempei Usui также является футболистом.

## Клубная карьера
В 1976 году после окончания Университета Васэда Усуи стал игроком «Касива Рейсол» (ранее — «Хитачи»). В том же году выиграл с клубом Кубок лиги. Он становился лучшим бомбардиром и попадал в символическую сборную чемпионата в 1980 и 1982 годах. В 1988 году завершил игровую карьеру. В JSL D1 Усуи провел 200 матчей и забил 85 мячей.

## Карьера в сборной
12 февраля 1974 года Усуи дебютировал за сборную Японии против Сингапура. В 1977 году он был вызван в национальную команду на отборочные матчи к чемпионату мира 1978 года. Также Усуи провел три матча на Азиатских играх 1978 года, забив два мяча сборной Бахрейна. В 1980 году провел за Японию пять матчей квалификации на Летние Олимпийские игры 1980, забив три мяча. Следующий вызов в сборную Усуи получил только через четыре года — снова на матчи квалификации на Олимпиаду 1984 года. Вторая встреча, со сборной Катара, стала его последней игрой за национальную команду. Всего за сборную футболист провел 38 игр и забил 15 голов.

## Тренерская карьера
После выхода на пенсию, в 1989 году Усуи стал тренером родного клуба «Касива Рейсол». Сезон 1989—1990 команда закончила на последнем месте и вылетела во второй дивизион японского чемпионата. Но уже по итогам следующего они получили повышение в классе и вернулись в высший дивизион страны. В 1992 году ушел в отставку.

## Статистика

### В клубе
| Сезон   | Клуб          | Лига   | Игры | Голы |
| ------- | ------------- | ------ | ---- | ---- |
| 1976    | Касива Рейсол | JSL D1 | 18   | 13   |
| 1977    | Касива Рейсол | JSL D1 | 18   | 8    |
| 1978    | Касива Рейсол | JSL D1 | 14   | 7    |
| 1979    | Касива Рейсол | JSL D1 | 18   | 11   |
| 1980    | Касива Рейсол | JSL D1 | 18   | 14   |
| 1981    | Касива Рейсол | JSL D1 | 18   | 8    |
| 1982    | Касива Рейсол | JSL D1 | 18   | 13   |
| 1983    | Касива Рейсол | JSL D1 | 17   | 3    |
| 1984    | Касива Рейсол | JSL D1 | 17   | 1    |
| 1985/86 | Касива Рейсол | JSL D1 | 22   | 5    |
| 1986/87 | Касива Рейсол | JSL D1 | 22   | 2    |
| 1987/88 | Касива Рейсол | JSL D2 |      |      |
| Итого   | Итого         | Итого  | 200  | 85   |

### В сборной
| Сборная Японии | Сборная Японии | Сборная Японии |
| Год            | Игры           | Голы           |
| -------------- | -------------- | -------------- |
| 1974           | 2              | 0              |
| 1975           | 0              | 0              |
| 1976           | 1              | 0              |
| 1977           | 4              | 0              |
| 1978           | 14             | 7              |
| 1979           | 9              | 3              |
| 1980           | 5              | 3              |
| 1981           | 0              | 0              |
| 1982           | 0              | 0              |
| 1983           | 0              | 0              |
| 1984           | 3              | 2              |
| Итого          | 38             | 15             |

## Личные достижения
- Лучший бомбардир чемпионата Японии: 1980, 1982.